# مورغان غولد
مورغان غولد (بالإنجليزية: Morgan Gould)‏، من مواليد 23 مارس 1983، لاعب كرة قدم جنوب أفريقي.
يلعب مع نادي سوبرسبورت يونايتد.
بدأ باللعب مع منتخب جنوب أفريقيا لكرة القدم في عام 2008.

## روابط خارجية
- مورغان غولد على موقع الاتحاد الدولي (مؤرشف)  (الإنجليزية)
- مورغان غولد على موقع قاعدة بيانات كرة القدم.إي يو (الإنجليزية)
- مورغان غولد على موقع ناشيونال فوتبول تيمز (الإنجليزية)
- مورغان غولد على موقع Soccerway.com (الإنجليزية)